# Lea Massari
Lea Massari  (pe numele adevărat Anna Maria Massatani; n. 30 iunie 1933, Roma, Regatul Italiei – d. 23 iunie 2025, Roma, Italia) a fost o actriță italiană de film și de televiziune. Printre cele mai cunoscute filme ale sale se numără Visul spulberat, Aventura, Viață dificilă, Cele patru zile ale orașului Neapole, Made in Italy, Câinele.

## Biografie
Massari a crescut în Spania și Franța, ulterior în Elveția, unde a studiat arhitectura la începutul anilor 1950. De asemenea, a lucrat ca manechin și a început să filmeze prin agenția designerului de costume și producție Piero Gherardi.
Din 1954 a apărut ca o fată tandră, îndrăgostită, în mai multe filme italiene. A câștigat faima internațională prin filmul lui Michelangelo Antonioni, care a devenit ulterior un clasic, Aventura (1960) ca visătoarea Anna, care dispare fără urmă în timpul unui sejur pe o insulă.
În 1973, Lea Massari a primit o Étoile de Cristal ca cea mai bună actriță străină pentru opera sa completă. În 1979 a primit Nastro d'argento al Sindacato Nazionale Giornalisti Cinematografici Italiani pentru rolul secundar din filmul nominalizat la Oscar al lui Francesco Rosi, Eboli.
A fost membră a juriului la Festivalul Internațional de Film de la Cannes în 1975.

## Filmografie selectivă
- 1954 Proibito, regia Mario Monicelli
- 1957 Visul spulberat (I sogni nel cassetto), regia Renato Castellani
- 1960 Aventura (L'avventura), regia Michelangelo Antonioni (1960)
- 1960 Colosul din Rodos (Il colosso di Rodi), regia Sergio Leone
- 1961 Viață dificilă (Una vita difficile), regia Dino Risi
- 1961 I sogni muoiono all'alba, regia Mario Craveri și Enrico Gras
- 1961 Morte di un bandito, regia Giuseppe Amato
- 1962 Cele patru zile ale orașului Neapole (Le quattro giornate di Napoli), regia Nanni Loy (nemenționat)
- 1963 I cavalieri della vendetta (Llanto por un bandido), regia Carlos Saura
- 1964 Il ribelle di Algeri (L'insoumis), regia Alain Cavalier
- 1965 Le soldatesse, regia Valerio Zurlini
- 1965 Made in Italy, regia Nanni Loy
- 1970 L'amante (Les choses de la vie), regia Claude Sautet
- 1971 Soffio al cuore (Le souffle au coeur), regia Louis Malle
- 1972 La corsa della lepre attraverso i campi (La course du lièvre à travers les champs), regia René Clément
- 1972 Prima noapte de liniște (La prima notte di quiete), regia Valerio Zurlini
- 1973 Questo impossibile oggetto (Story of a Love Story), regia John Frankenheimer
- 1974 Allonsanfàn, regia Paolo e Vittorio Taviani
- 1975 Il poliziotto della brigata criminale (Peur sur la ville), regia Henri Verneuil
- 1976 La linea del fiume, regia Aldo Scavarda
- 1976 Câinele (El perro), regia Antonio Isasi-Isasmendi
- 1977 Repérages, regia di Michel Soutter
- 1979 Eboli (Cristo si è fermato a Eboli), regia Francesco Rosi
- 1981 La flambeuse, regia Roger Weinberg
- 1984 La 7ème cible, regia Claude Pinoteau
- 1985 Segreti segreti, regia Giuseppe Bertolucci
- 1990 Viaggio d'amore, regia Ottavio Fabbri

## Premii și nominalizări
- David di Donatello
  - 1962 - David special pentru Viață dificilă și I sogni muoiono all'alba
  - 1985 - nominalizare: cea mai bună actriță pentru Segreti segreti
- Nastri d'argento
  - 1960 - nominalizare: cea mai bună actriță în rol secundar pentru Aventura
  - 1962 - cea mai bună actriță pentru Viață dificilă
  - 1963 - nominalizare: cea mai bună actriță în rol secundar pentru Cele patru zile ale orașului Neapole
  - 1973 - cea mai bună actriță în rol secundar pentru Prima noapte de liniște
  - 1975 - nominalizare: cea mai bună actriță pentru Allonsanfàn
  - 1979 - cea mai bună actriță în rol secundar pentru Eboli